# 皇华镇 (古蔺县)
金星乡，是中华人民共和国四川省泸州市古蔺县下辖的一个乡镇级行政单位。

## 行政区划
金星乡下辖以下地区：
皇华街社区、皇华村、利河村、龙田村、金星村、红林村、黑竹村、铁厂村、樱桃村、岩寨村、楠木村、共裕村、石鹅村、石祥村、大坝村和文风村。